# Célio Haddad
Célio Fernando Baptista Haddad (5 de dezembro de 1959) é um biólogo especializado em herpetologia, escritor e professor brasileiro.
Ele concluiu a graduação em ciências biológicas em 1982 pela Universidade Estadual de Campinas, onde também cursou mestrado (1987) e doutorado em ecologia (1991). É  professor titular no Departamento de Zoologia da Universidade Estadual Paulista em Rio Claro e membro titular da Academia brasileira de Ciências. Ganhou dois Prêmios Jabuti, sendo o primeiro em 1993 pelo livro História Natural da Serra do Japi e o segundo em 2014 pelo livro Guia dos Anfíbios da Mata Atlântica.
Ele é um reconhecido zoólogo, especializado em taxonomia, sistemática, filogenia, evolução, comportamento e conservação de anuros. Até meados de 2017 Haddad tinha sido autor da descrição de mais de 50 espécies desses animais.
Coordenou um grupo de pesquisa da Unesp sobre a reprodução do sapo-bode (Thoropa taophora).
Em 2021, participou de um estudo sobre os métodos de reprodução dos anfíbios, registrando 74 formas distintas conhecidas pela ciência.

## Abreviatura (zoologia)
A abreviatura Haddad  emprega-se para indicar a Célio Haddad como autoridade na descrição e taxonomia em zoologia.